# 황민화 정책

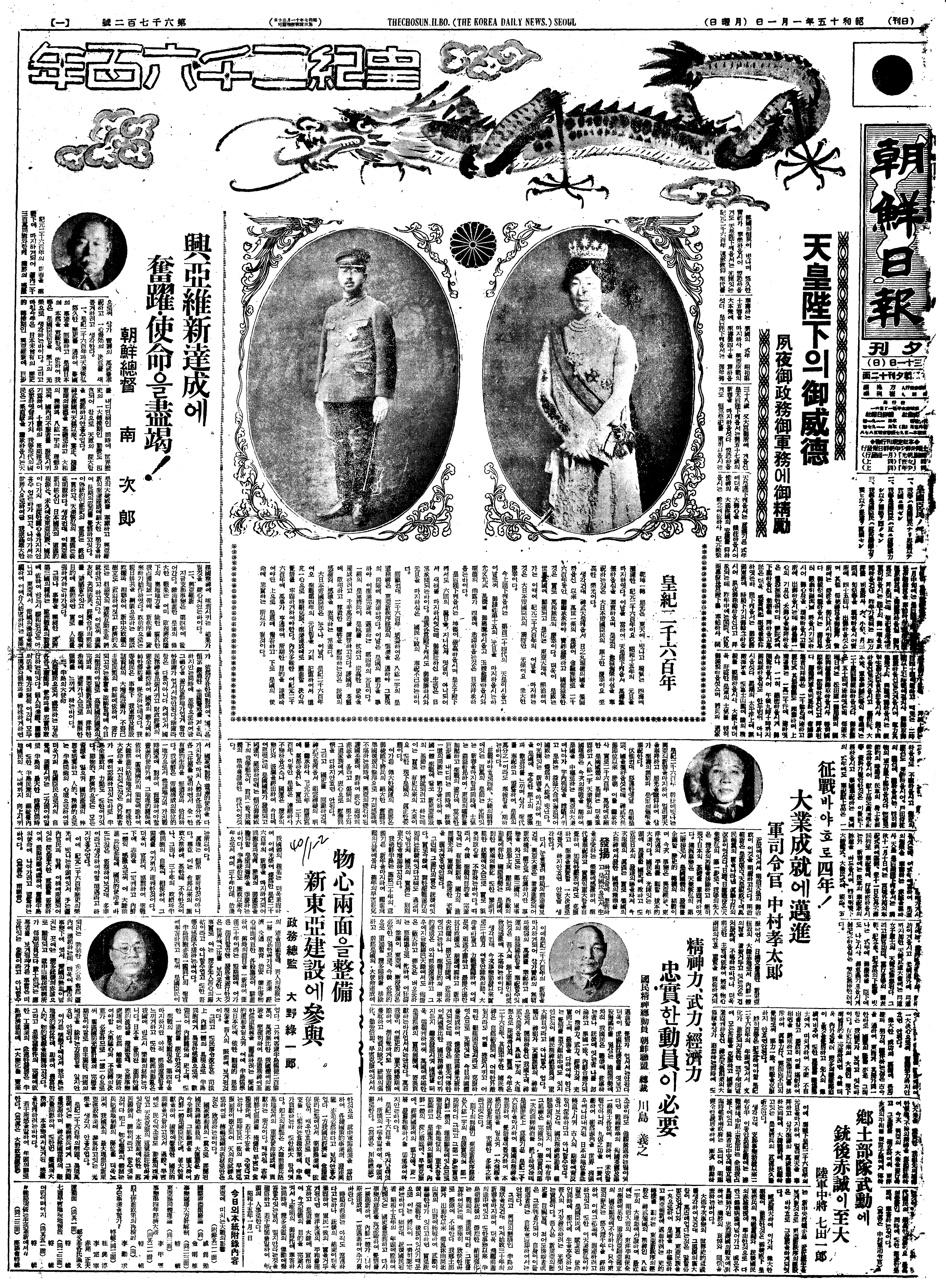
조선일보1940.1.1

황민화 정책(한국 한자: 皇民化政策)은 일본 및 그 식민지에서 주민들에게 일본 천황에게 충성할 것을 요구하는 내용을 담은 교육 정책이다. 또 다르게는 황국신민화 정책(일본어: 皇國臣民化政策 코우코쿠시민카세이사쿠[*]), 황국 신민화 교육(일본어: 皇民化教育 코민카쿄이쿠[*]), 황민화 운동(일본어: 皇民化運動 코민카운도[*])이라 표현하기도 한다.
일본인 뿐만 아니라 조선인, 대만인, 남양 군도 주민 등 식민지 주민들과 제2차 세계 대전 중의 동남아시아 점령지의 원주민들, 그리고 아이누인와 류큐인에게 강제적인 동화 정책의 일부로서 행해졌다.
정책의 주요 내용으로는 다음이 있다.
- 일본어(도쿄말)의 공용어화 및 언어 통제의 일환으로, 교육 현장에서의 방언 및 각 민족 고유어의 사용 금지와 가정 내에서의 일본어 사용을 헌병과 경찰을 배치시키고 장려하고, 지키지 못할 시에는 방언찰과 같은 명패를 차게 하여 수치심을 주었다.
- 교육 칙어의 암기 및 봉안전 설치를 하였으며, 천황 숭배 및 일장기 게양, 기미가요 제창, 궁성요배, 신사 참배 등을 강요하였다.
- 창씨개명: 이름을 일본식으로 개명 할 것을 강요하였다.
- 황국 신민 서사: 1937년에 제정되어 어린이들에게 암송을 강요하였다.
- 소학교 명칭: 1941년에 제정되어 '황국 신민의 학교'라는 의미로 '국민 학교'로 변경하였다.

## 같이 보기
- 일본화 (문화)
- 교육에 관한 칙어
- 내선일체
- 호안덴